# کاروانسرای خانه کت
کاروانسرای خانه کت مربوط به دوره صفوی است و در شهرستان استهبان، بخش رونیز، دهستان خیر، ابتدای روستای خانه کت، سمت راست جاده واقع شده و این اثر در تاریخ ۱۸ شهریور ۱۳۸۷ با شمارهٔ ثبت ۲۳۳۹۵ به‌عنوان یکی از آثار ملی ایران به ثبت رسیده است.